# Jenő Löwy
Jenő Löwy, noto anche col nome italianizzato Emanuele Löwy (Budapest, 16 novembre 1905 – Budapest, 28 dicembre 1967), è stato un allenatore di calcio e calciatore ungherese di origine austriaca, che giocava nei ruoli di difensore o centrocampista.

## Caratteristiche tecniche
Löwy giocava nel ruolo di terzino sinistro e all'occorrenza anche come centrocampista.

## Carriera
Di ruolo difensore e all'occorrenza centrocampista, Löwy arriva in Italia nel 1925 alla Libertas Lucca, dove milita per una sola stagione, e successivamente si trasferisce a Roma, tra le file della Lazio, nell'annata 1926-27, disputando 22 gare impreziosite da 3 reti; inoltre ricopre nello stesso anno anche il ruolo di allenatore dei biancocelesti.
Al termine della stagione si trasferisce al Maccabi Bratislava, per poi tornare a giocare in patria dove terminerà la carriera.